# Madoc
Madoc ab Owain Gwynedd (également connu sous les noms de Madog ou encore Madawg) était un prince gallois qui aurait découvert l'Amérique en 1170, soit trois cents ans avant Christophe Colomb. Il y a eu beaucoup de spéculations d'historiens sur Madoc, mais la plupart pensent qu'il n'a jamais fait ce voyage, et certains affirment qu'il est possible que Madoc n’ait même pas existé.

## L'histoire et la généalogie de Madoc
Madoc aurait été le fils d'Owain Gwynedd, qui aurait eu au moins 13 enfants de ses deux femmes ainsi que quelques enfants illégitimes. Madoc aurait fait partie de ces derniers tout comme ses frères Riryd, ou encore Hywel ab Owain Gwynedd. À la mort de son père en 1170, des querelles éclatèrent entre les différents héritiers potentiels du trône. Découragé, Madoc, selon l'histoire, se serait embarqué avec Riryd pour explorer l'océan Atlantique avec une petite flotte en partant de Rhos-on-Sea. Ils y auraient découvert une terre lointaine et abondante où une centaine d'hommes y auraient formé une colonie. Madoc serait alors retourné au Pays de Galles pour recruter de nouveaux colons. Il aurait réuni une dizaine de vaisseaux, chargés d'hommes et de femmes et se serait à nouveau lancé à l'aventure pour ne plus jamais revenir. Madoc aurait débarqué en Floride ou à Mobile Bay (aujourd'hui Alabama) aux États-Unis.
Owain Gwynedd, le père supposé de Madoc, a réellement existé. Il fut roi de Gwynedd, un des plus puissants royaumes du Pays de Galles de l'époque et il est souvent reconnu lui-même comme un des rois gallois les plus importants du Moyen Âge. La dispute entre ses héritiers, Dafydd, Maelgwyn et Rhodri après sa mort eut réellement lieu.
Bien que personne ne soit revenu pour raconter la suite, l'histoire raconte que Madoc aurait remonté les grands fleuves de l'Amérique du Nord et rencontré des tribus amicales et hostiles d'Indiens avant de s'installer quelque part sur les grandes plaines.

## Les Indiens gallois

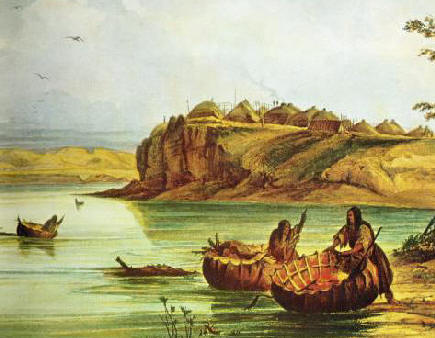
George Catlin trouvait que les barques des Indiens Mandan ressemblaient aux coracles gallois

Selon la légende, des colons se seraient intégrés dans des tribus d'Indiens et leurs descendants seraient restés sur la frontière américaine pendant quelques siècles. Le révérend Morgan Jones, capturé en 1669 par une tribu de Tuscaroras appelée les Doegs (en) fut le premier à rendre compte d'Indiens parlant gallois. Le chef l'aurait épargné en entendant que Jones parlait gallois, langue qu'il comprenait. Jones serait resté quelques mois dans la tribu à prêcher l'Évangile avant de retourner aux colonies anglaises où il raconta son aventure en 1686.
D'autres voyageurs prétendirent avoir découvert des Indiens gallois et l'un d'eux alla jusqu'à affirmer qu'une tribu vénérait une copie de l'évangile écrite en gallois. Les rumeurs d'Indiens gallois furent telles que même Lewis et Clark reçurent l'ordre d'en chercher lors de leur expédition. Selon le folklore local, Louisville au Kentucky aurait accueilli une colonie d'Indiens parlant gallois. John Evans de Waunfawr qui explora le Missouri au XVIIIe siècle partit à la recherche de descendants gallois chez les tribus « Padoucas » et « Madogwys ».
Dans les premières versions de la légende, les langues qu'auraient parlé les Indiens allaient de l'irlandais au portugais tandis que le nom de la tribu variait de narrateur en narrateur. Les versions qui suivirent finirent par s'accorder sur le gallois et la tribu sur celle des Mandans qui avaient une culture, une langue et une morphologie radicalement différentes de celle de leurs voisins.
Le peintre George Catlin suggéra que les Mandans pouvaient être les descendants de Madoc et de ses compagnons quand il se rendit compte que les barques des Mandans ressemblaient aux coracles gallois. Il trouva aussi que les Mandans avaient dû apprendre l'architecture de leurs villages par les Européens (à l'époque de Catlin, on ne connaissait pas encore très bien les sociétés avancées comme celles du Mississippi ou de Hopewell).

## Les sources de la légende
Le premier écrivain qui cita l'histoire de Madoc fut George Peckhan dans son A True Report of the late Discoveries of the Newfound Landes (1583). Elle fut reprise dans l'édition de 1589 des Voyages de Richard Hakluyt (la première édition datait de 1582), et dans l'Historie of Cambria de David Powel (en) (1584).
Ces histoires permettaient de légitimer la colonisation anglaise de l'Amérique par rapport à celle de l'Espagne. John Dee alla jusqu'à prétendre que non seulement Madoc, mais aussi Brutus de Troie et même le roi Arthur avant lui auraient également conquis le Nouveau Monde. Ainsi, Élisabeth Ire d'Angleterre pouvait en toute décence réclamer son dû des terres de ses ancêtres,.
On n'attesta pas de l'existence d'Indiens parlant gallois avant un siècle. Le récit de Morgan Jones fut le premier et ne fut pas publié avant 1740 dans The Gentleman's Magazine, qui engendra toute une mode d'articles sur le même ton. Il n'y a pourtant aucune preuve génétique ou archéologique de lien de parenté entre les Mandans et les Gallois. En outre, Meriwether Lewis et William Clark ne trouvèrent pas d'Indiens gallois lors de leur expédition (1804-1806).

## Spéculations et fiction
Il y a eu plusieurs tentatives pour démontrer la véracité du récit de Madoc. Néanmoins, Samuel Eliot Morison et la plupart des autres historiens semblent penser que cette histoire ne relève que du mythe. Pourtant, le sujet a été assez populaire dans le domaine de la fiction, aussi bien de la part d'auteur y croyant que de ceux n'y croyant pas. La version qui influença le plus fut le poème Madoc de Robert Southey qui incita Paul Muldoon à écrire Madoc – A mystery, un long poème en plusieurs sous-parties qui lui valut le Geoffrey Faber Memorial Prize. Dans les années 1990, Pat Winter commença « la saga de Madoc » qui mélange histoire médiévale et amérindienne et étonna les archéologues et anthropologues pour la précision de ses détails qui ? quand ? source ?. En 1978, Madeleine L'Engle ajouta Madoc dans son roman de science-fiction : A Swiftly Tilting Planet.
Il existe plusieurs maisons d'accueil et de pubs qui portent le nom « Prince Madoc ». Notons pourtant que la ville de Porthmadog (avant 1974, Porthmadoc, c'est-à-dire Port Madoc) ainsi que le village de Tremadog dans la région de Gwynedd ont été baptisés en mémoire du membre du Parlement William Alexander Madocks (en) (1773 – 1828).
Notons en outre que le Prince Madog, un navire de recherche appartenant à l'Université du Pays de Galles leva l'ancre pour son baptême le 26 juin 2001.